# Phare de Tancarville
Le phare de Tancarville est un phare de France qui se situe dans la commune homonyme, dans le département de Seine-Maritime, en région Normandie. Il est situé en contrebas du village de Tancarville et domine le pont du même nom qui franchit la Seine.

## Généralités
C'est une maison-phare construite au XIXe siècle, perchée sur une falaise dominant l'estuaire à plus de 50 m. Elle émet un feu fixe blanc.
Le phare a été mis en service en 1838 puis éteint en 1868 et vendu en 1901. L'actrice et femme de lettres Georgette Leblanc en est propriétaire de 1919 à sa mort.

## Dans la culture
Dans le roman de Maurice Leblanc La Comtesse de Cagliostro, une scène décisive de la lutte entre Joséphine Balsamo et Arsène Lupin y a lieu juste avant les péripéties finales.